# Іоанн I Цимісхій

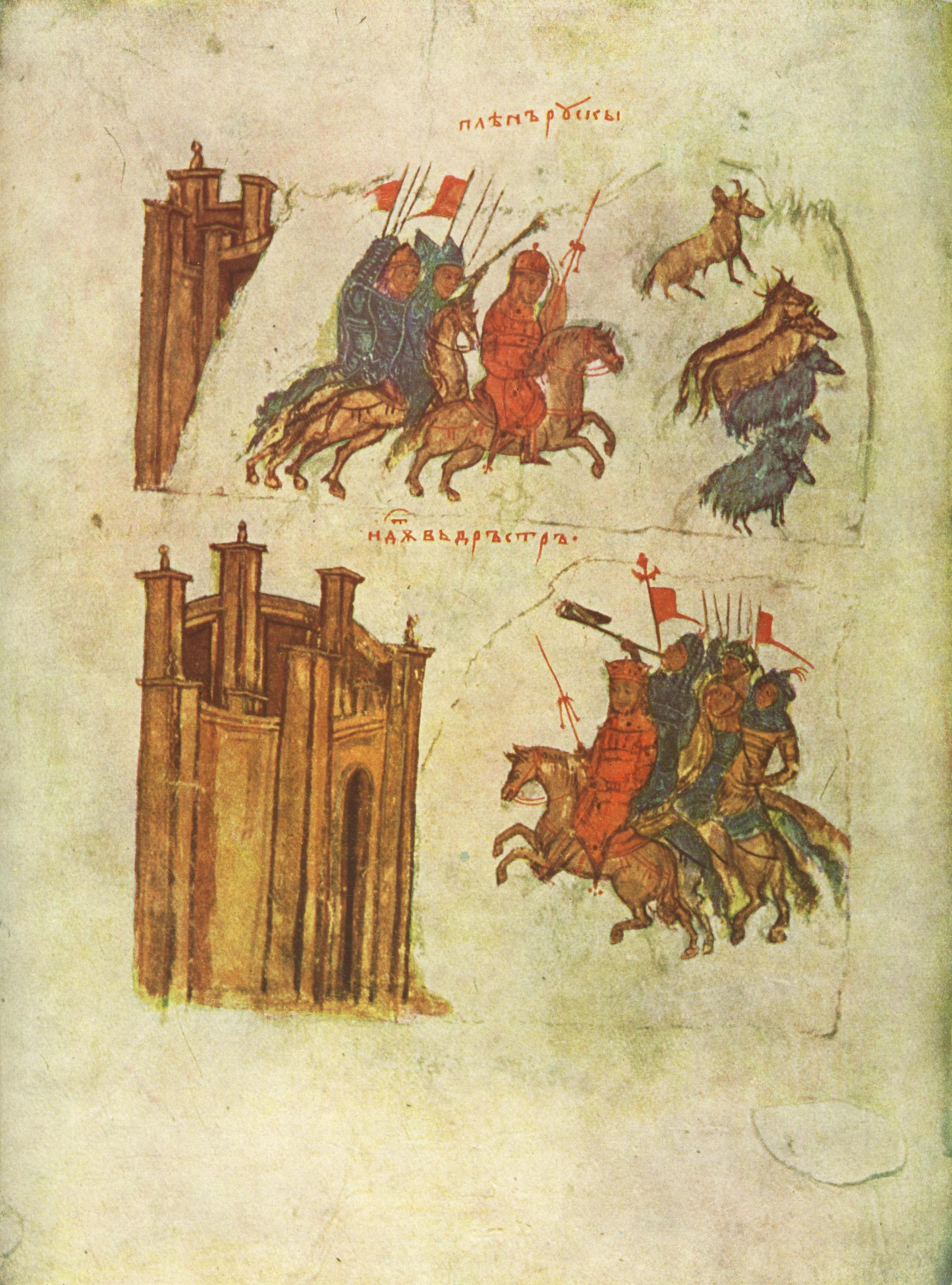
Мініатюра з Ватиканського манускрипту XIV століття (хроніка XII століття Константина Манассія). Зверху зображено завоювання Святославом Болгарії, знизу — похід Іоанна Цимісхія на Доростол

Іоа́нн I Цимісхій (грец. Ιωάννης Α΄ Τζιμισκής, вірм. Հովհաննես Ա Չմշկիկ; 925 — 10 січня 976) — візантійський імператор з 11 грудня 969 до 10 січня 976.

## Життєпис
Походив із знатного вірменського роду Куркуас (прізвисько Цимісхій вірменською означає «низького зросту»). Був небожем свого попередника Никифора II Фоки (його мати була донькою Барди Фоки Старшого, а батько, ім'я якого викликає дискусії, імовірно Романом, сином стратега Феофіла Куркуаса). Замолоду відрізнявся великою силою, вправністю у військових виправах, звитягою та військовими здібностями. Допоміг Никифору Фоці у 963 році посісти імператорський трон.
970 року брав діяльну участь в загибелі імператора, відповідно до угоди зі своєю коханкою Феофано, дружиною Никифора. На вимогу патріарха Полієвкта Іоанн I покарав своїх прихильників, звинувативши винятково їх у вбивстві Никифора II, і видалив від двору Феофано. Щоб укріпити свою владу, Іоанн одружився з Феодорою, дочкою імператора Костянтина VII Багрянородного.
У серії кампаній проти вторгнення війська князя Святослава Iгоровича на нижчому Дунаї в (970—971) він вигнав ворогів з Фракії, перетнув Стару Планину і обложив фортецю Доростол (зараз Силистра) на Дунаї. У декількох важко проведених битвах Іоанн Цимісхій завдав поразки Святославу. У результаті Візантія отримала східну Болгарію і Добруджу.
У 972 Іоанн I Цимісхій виступив проти імперії Аббасидів та їхніх васалів, почавши з вторгнення до Верхньої Месопотамії. Друга кампанія, в 975, була націлена на Сирію, де сили Іоанна узяли Дамаск, Кесарію і Триполі, але не змогли взяти Єрусалим. Цимісхій помер раптово в 976 після повернення зі своєї другої кампанії проти Аббасидів від невідомої хвороби, спричиненої, на думку його сучасників, отруєнням. Іоанну Цимісхію наслідував його племінник, Василій ІІ, номінальний співімператор з 960 року.

## В мистецтві
Іоанн Цимісхій один з персонажів романів С. Скляренка «Святослав» (1959) і «Володимир» (1962). 